# Alyssum singarense
Alyssum singarense là một loài thực vật có hoa trong họ Cải. Loài này được Boiss. & Hausskn. mô tả khoa học đầu tiên năm 1888.